# Bahnstrecke Tomelilla–Brösarp
| Streckennummer: | YBJ                  |                                                  |                                                  |
| Streckenlänge: | 29,8 km              |                                                  |                                                  |
| Spurweite: | 1435 mm (Normalspur) |                                                  |                                                  |
| Maximale Neigung: | 16,7 ‰               |                                                  |                                                  |
| Minimaler Radius: | 300 m                |                                                  |                                                  |
| Streckengeschwindigkeit: | 60 km/h              |                                                  |                                                  |
| |                      |                                                  |                                                  |
| \| \| \| ehem. Strecke von Degeberga \| \| \| \| 109,274 \| Brösarp (1900) \| Brösarp (1900) \| \| \| \| Verkeån \| \| \| \| 113,013 \| Ravlundabro (1901) \| Ravlundabro (1901) \| \| \| 116,523 \| Vitaby (1901) \| Vitaby (1901) \| \| \| 121,910 \| Scoutstugan \| Scoutstugan \| \| \| 122,572 16,000 \| Sankt Olof \| Sankt Olof \| \| \| \| Bahnstrecke Gärsnäs–Sankt Olof nach Gärsnäs \| \| \| \| 12,700 \| Tunbyholm (1914–1928) \| Tunbyholm (1914–1928) \| \| \| 10,900 \| Snugge (1925–1954) \| Snugge (1925–1954) \| \| \| 9,000 \| Onslunda (1901–1954) \| Onslunda (1901–1954) \| \| \| 6,300 \| Spjutstorp (1901–1954) \| Spjutstorp (1901–1954) \| \| \| \| Bahnstrecke Ystad–Eslöv von Eslöv \| \| \| \| \| Malmö-Tomelilla Järnväg von Malmö \| \| \| \| 0,000 \| Tomelilla (1865) \| Tomelilla (1865) \| \| \| \| Bahnstrecke Tomelilla–Simrishamn nach Simrishamn \| \| \| \| \| Bahnstrecke Ystad–Eslöv nach Ystad \| \| \| \| \| \| \| \| Quellen: [1][2] \| \| \| \| |                      |                                                  |                                                  |
| Strecke (außer Betrieb) |                      | ehem. Strecke von Degeberga                      | ehem. Strecke von Degeberga                      |
| Kopfbahnhof Strecke bis hier außer Betrieb | 109,274              | Brösarp (1900)                                   | Brösarp (1900)                                   |
| Brücke über Wasserlauf |                      | Verkeån                                          | Verkeån                                          |
| Bahnhof | 113,013              | Ravlundabro (1901)                               | Ravlundabro (1901)                               |
| Bahnhof | 116,523              | Vitaby (1901)                                    | Vitaby (1901)                                    |
| ehemaliger Haltepunkt / Haltestelle | 121,910              | Scoutstugan                                      | Scoutstugan                                      |
| Kopfbahnhof Strecke ab hier außer Betrieb | 122,572 16,000       | Sankt Olof                                       | Sankt Olof                                       |
| Abzweig geradeaus und nach links (Strecke außer Betrieb) |                      | Bahnstrecke Gärsnäs–Sankt Olof nach Gärsnäs      | Bahnstrecke Gärsnäs–Sankt Olof nach Gärsnäs      |
| Blockstelle (Strecke außer Betrieb) | 12,700               | Tunbyholm (1914–1928)                            | Tunbyholm (1914–1928)                            |
| Haltepunkt / Haltestelle (Strecke außer Betrieb) | 10,900               | Snugge (1925–1954)                               | Snugge (1925–1954)                               |
| Bahnhof (Strecke außer Betrieb) | 9,000                | Onslunda (1901–1954)                             | Onslunda (1901–1954)                             |
| Bahnhof (Strecke außer Betrieb) | 6,300                | Spjutstorp (1901–1954)                           | Spjutstorp (1901–1954)                           |
| Abzweig geradeaus und von rechts (Strecke außer Betrieb) |                      | Bahnstrecke Ystad–Eslöv von Eslöv                | Bahnstrecke Ystad–Eslöv von Eslöv                |
| Abzweig geradeaus und von rechts (Strecke außer Betrieb) |                      | Malmö-Tomelilla Järnväg von Malmö                | Malmö-Tomelilla Järnväg von Malmö                |
| Kopfbahnhof Strecke bis hier außer Betrieb | 0,000                | Tomelilla (1865)                                 | Tomelilla (1865)                                 |
| Abzweig geradeaus und nach links |                      | Bahnstrecke Tomelilla–Simrishamn nach Simrishamn | Bahnstrecke Tomelilla–Simrishamn nach Simrishamn |
| Strecke |                      | Bahnstrecke Ystad–Eslöv nach Ystad               | Bahnstrecke Ystad–Eslöv nach Ystad               |
| |                      |                                                  |                                                  |
| Quellen: |                      |                                                  |                                                  |

Die Bahnstrecke Tomelilla–Brösarp war eine 30 Kilometer lange schwedische normalspurige Bahnstrecke von Tomelilla an der Bahnstrecke Ystad–Eslöv nach Brösarp an der Bahnstrecke Degeberga–Brösarp der Östra Skånes Järnvägar in Skåne.  Sie wurde von der privaten Eisenbahngesellschaft Järnvägsaktiebolaget Ystad–Brösarp erbaut.

## Geschichte
In den frühen 1870er Jahren, als die Bahnstrecke Ystad–Eslöv gebaut war, wurde die Möglichkeit geprüft, eine Eisenbahn vom Bahnhof Äsperöd an dieser Strecke nach Everöd über Degeberga zu bauen. Dazu fand am 27. Februar 1874 ein Treffen in Brösarp statt. Weil diese Strecke nicht finanziert werden konnte, wurden die Untersuchungen eingestellt.
Stattdessen wurde in den frühen 1880er Jahren Gärds Härads Järnväg von Karpalund an der Bahnstrecke Kristianstad–Hässleholm nach Degeberga gebaut. Östra Skånes Järnvägar, die Gärds Härads Järnväg  in den späten 1890er Jahren gekauft hatte, plante und baute eine Strecke von Degeberga nach Brösarp, die 1900 eröffnet wurde.

## Järnvägsaktiebolaget Ystad–Brösarp
Der Stadtrat von Ystad plante 1897 eine Verbindung nach Brösarp durch Ystad–Eslövs Järnvägsaktiebolaget. Die Konzession für die Strecke zwischen Tomelilla und Brösarp wurde am 9. September 1898 erteilt. Daraufhin wurde aber am 27. Februar 1899 Järnvägsaktiebolaget Ystad–Brösarp (YBJ) gegründet und für 652.100 Kronen Aktien ausgegeben. Ystad zeichnet für 300.000 Kronen, die umliegenden Landgemeinden 99.000 Kronen und  Ystad–Eslövs Järnvägsaktiebolag 200.000 Kronen.
Zum Vorstandsvorsitzenden der Gesellschaft wurde Bankdirektor J. Tengberg gewählt, dem Vorstand gehörten weiter Gerichtsvollzieher C. Holmgren,  Konsul A. Lindgren, Bürgermeister B. Petersson, Apotheker S. Smith und Großhändler J. Andrén aus Ystad, Distrikt-Gouverneur A. Hagander, Kiviks Äsperöd und die Landwirte J. Simonsson, Hedeberga und A. Hansson, Ravlunda, an. Die Gesellschaftsordnung wurde am 5. Mai 1899 beschlossen.
Die Baukosten wurden vom Kapitän des Weg- und Wasserbaubüros (schwedisch Väg- och Vattenbyggnadsbyrån), C. Schmidt auf 1,1 Millionen Kronen geschätzt. Der Bau der Strecke begann im Juli 1899 und wurde in Eigenregie der Gesellschaft durchgeführt, unter anderem wurden zwei Brücken, drei Unterführungen und fünf Stationen erbaut. C. Schmidt wurde als Generalunternehmer für den Bau der Eisenbahn bestimmt. Die Strecke wurde mit Stahlschienen mit einem Metergewicht von 30 kg gebaut.
Östra Skånes Järnvägar erweiterte den Bahnhof in Brösarp mit zwei Ausweichgleisen. Die Strecke wurde am 19. September 1901 für den Verkehr freigegeben, wobei die endgültigen Baukosten mit 1,7 Millionen Kronen berechnet wurden.

## Fahrzeuge
Die Bahngesellschaft kaufte 45 Güterwagen, die bei der Verkehrsaufnahme zur Verfügung standen. Lokomotiven, Personenwagen und Personal stellte auf Grund eines Verkehrsvertrages Ystad–Eslövs järnvägsaktiebolag (YEJ).

## Verstaatlichung
Von Beginn an war YBJ Mitglied bei Trafikförbundet Ystads Järnvägar. Die wirtschaftliche Lage war zunächst schlecht und besserte sich erst 1912. Die Verwaltung der Gesellschaft schlug einen Verkauf an Ystad–Eslövs Järnvägsaktiebolag vor. Dies wurde jedoch vom Stadtrat von Ystad nicht beschlossen. Im Rahmen der allgemeinen Eisenbahnverstaatlichung wurden am 1. Juli 1941 alle Bahngesellschaften, die im Konsortium Trafikförbundet Ystads Järnvägar verbunden waren, verstaatlicht und  Statens Järnvägar übernahmen den Betrieb.

## Stilllegung
Mit der Übernahme durch SJ wurde der Personenverkehr zwischen Tomelilla und Sankt Olof am 1. Juli 1941 eingestellt, am 18. September 1944 wieder aufgenommen und am 9. Juni 1947 erneut eingestellt. Zwischen Sankt Olof und Brösarp endete der Personenverkehr am 1. Januar 1972.
Der Güterverkehr zwischen Tomelilla und Sankt Olof endete am 1. Juni 1954, wobei die Strecke zwischen 1954 und 1956 zwischen Sankt Olof bis einen Kilometer vor Tomelilla abgebaut wurde. Das Reststück blieb als Industrieanschluss erhalten. Am 1. April 1974 endete der Güterverkehr zwischen Vitaby und Sankt Olof und der letzte Abschnitt zwischen Vitaby und Brösarp wurde am 1. Juni 1975 eingestellt.

## Heutiger Zustand
Die Museumsbahngesellschaft Skånska Järnvägar kaufte die stillgelegten Eisenbahnstrecke von der Gemeindegrenze von Kristianstad nördlich von Brösarp bis Sankt Olof von der schwedischen Regierung für 850.000 Kronen und fährt seit 1971 Museumszüge auf der Strecke. Der Bahndamm zwischen Tomelilla und Spjutberg wurde zu Ackerland, ab dort ist er bis Sankt Olof weitgehend noch zu sehen.